# OpenEmu
OpenEmu ist ein Open-Source-Emulator für verschiedene Konsolensysteme, der für das Betriebssystem macOS entwickelt wurde. Er besteht aus einer Spielbibliotheksansicht und vielen verschiedenen virtuellen Rechenkernen, die zur Emulation zahlreicher Konsolenhardware wie Nintendo Entertainment System, Game Boy und vieler mehr dienen. Die Programmarchitektur erlaubt es anderen Programmierern neue Kerne zum Basisprogramm hinzuzufügen.
Version 1.0 wurde am 23. Dezember 2013 nach einer längeren Beta-Testphase veröffentlicht. Seitdem wurden zahlreiche aufeinander aufbauende Updates veröffentlicht, mit dem Ziel, in zukünftigen Versionen weitere Konsolen zu unterstützen. Einige dieser in Entwicklung befindlichen Kerne können in einem optionalen, „experimentellen“ Kern-Build heruntergeladen werden (erscheint zusammen mit der regulären „Standard“-Version), der dann Arcade-Systeme mit MAME unterstützt.

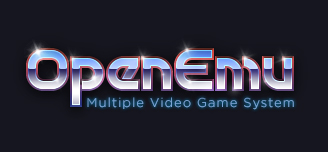
OpenEmu-Chrome-Logo

## Emulierte Systeme

### Atari
- Atari 2600
- Atari 5200
- Atari 7800
- Atari Lynx

### Coleco
- ColecoVision

### Famicom
- Famicom Disc System

### Nintendo
- Nintendo Entertainment System (NES)
- Super Nintendo (SNES)
- Nintendo 64
- Nintendo DS
- Game Boy
- Game Boy Advance
- Virtual Boy

### Sega
- Sega Game Gear
- SG-1000
- Sega Master System
- Sega Mega Drive
- Sega Mega Drive 32X
- Sega Mega-CD

### Mattel Electronics
- Intellivision

### SNK
- NeoGeo Pocket

### NEC
- PC-FX
- Turbo Grafx 16 bzw. PC Engine
- Turbo Grafx CD

### Sony
- Sony PSP
- Sony PlayStation

### General Consumer Electric
- Vectrex

### Philips
- Videopac+

### Bandai
- WonderSwan